# Емир Ђуловић
Емир Ђуловић (Тузла, 7. март 1988) је босанскохерцеговачки фолк певач који је регионалну славу стекао након што је снимио дует за песму Ципеле са Андреаном Чекић. Песма је имала скоро сто милиона прегледа на Јутјубу, али је због сукоба између певача и певачице избрисана.

## Дискографија

### Албуми[3]
- Сребрено јутро (2004) Музичка продукција јавног сервиса БиХ[4]
- Са пријатељима (2005) Сарајево диск
- Магија љубави (2007) Хајат продукшн
- Играј Хано (2009) Хајат продукшн
- Моја лало (2014) Хајат продукшн
- Живи моје мило (2023) СЛ продушн[5]

### Синглови
- Ципеле (2018) дует са Андреаном Чекић[6]
- Прете ми (2019) са Вуком Мобом
- Мерлин (2019)
- Свадба (2019) дует са Радом Манојловић[7]
- Џипси денс (2020) са Др Фолк
- Рокер у души (2021)
- Ципеле (2022) са Александром Бурсаћ
- Клиника за пијанце (2022)
- Колко те обичах (2022) са бугарском певачицом Деси Славом
- Живи моје мило (2023)
- Осми дан (2023) са Слађом Алегро
- Суперстар (2023)
- Халали (2023) са Дадом Полумента
- Скоте мој (2024) са Сандром Африка
- Да се у Босну вратим (2025)
- Поздрави (2025) са Тањом Савић
- Рака така така (2025)
- Љубавнице (2025)